# Rodrigo Mora (Uruguayaans voetballer)
Rodrigo Nicanor Mora Núñez (Rivera, 29 oktober 1987) is een Uruguayaans voetballer die als aanvaller speelt. Hij verruilde in 2013 Benfica voor River Plate.

## Clubcarrière
Mora begon bij Juventud en brak door bij Defensor Sporting. In 2013 werd hij door het Portugese Benfica gecontracteerd maar daar kwam hij niet aan bod. Nadat hij in het seizoen 2012/13 al op huurbasis voor het Argentijnse River Plate speelde, nam de club hem medio 2013 over. In 2014 werd hij kort verhuurd aan het Chileense Universidad de Chile. Met River Plate won hij onder meer de Copa Sudamericana 2014, de Copa Libertadores 2015 en de Recopa Sudamericana 2015 en 2016.